# Fundulea
Fundulea (în trecut, Crângul-Fundulele) este un oraș în județul Călărași, Muntenia, România, format din localitatea componentă Fundulea (reședința), și din satele Alexandru I. Cuza și Gostilele. Are o populație de 7.851 de locuitori. A fost declarat oraș la 18 aprilie 1989. Orașul Fundulea se află la aproximativ 30 km de București.

## Așezare
Orașul se află în colțul nord-vestic al județului, la limita cu județul Ialomița. Este traversat de autostrada București–Constanța, pe care este deservit de o ieșire, precum și de șoseaua națională DN3, care leagă Călărașiul de București. Din acest drum se ramifică șoseaua județeană DJ402, care duce spre sud la Sărulești, Nana și Luica. Este traversată și de calea ferată București-Constanța, pe care este deservită de stația Fundulea.

## Istorie
Pentru prima dată apare ca Fondele în Harta principatelor Moldova și Valahia din 1774, a lui Jacob Friedrich Schmidt. Prima menționare documentară este la 1778 in Memorii istorice si geografice asupra Valahiei publicată la Leipzig de catre generalul Bauer: Fundule petit village sur le ruisseau de Katora, la pagina 145. La sfârșitul secolului al XIX-lea, Fundulea avea statut de comună rurală, având numele de Crângul-Fundulele, făcea parte din plasa Mostiștea a județului Ilfov și era formată din satele Crângu, Fundulele și Gostilele, având în total 1160 de locuitori ce trăiau în 306 case. În comună funcționau trei biserici, o școală mixtă și două mori de apă, iar principalii proprietari de pământ erau C. Stoicescu și statul. Anuarul Socec din 1925 o consemnează în plasa Sărulești a aceluiași județ, având 2578 de locuitori în satele Boanca, Crângu, Fundulele și Gostilele. În 1931, comuna a luat numele de Fundulea, fiind formată din satele Boanca, Crângu, Fundulea, Fundulea-Mardaloescu, Fundulea-General-Popescu, Fundulea-Mihăilescu, Fundulea-Gh. Razorea, Fundulea-Stația Fundulea și Principele Nicolae. După al Doilea Război Mondial, toate acele cătune denumite Fundulea au fost regrupate într-un singur sat, iar satul Principele Nicolae a primit în 1948 denumirea de Alexandru Ioan Cuza.
În 1950, comuna a fost transferată raionului Brănești și apoi (după 1956) raionului Lehliu din regiunea București. Satul Boanca a fost dezafectat, iar locuitorii săi strămutați în 1962, pentru a mări suprafețele arabile. În 1968, comuna a revenit la județul Ilfov, reînființat, având în compunere satele Fundulea, Gostilele și Alexandru Ioan Cuza; tot atunci satul Crângu fiind desființat și comasat cu satul Fundulea. Satul Alexandru Ioan Cuza a fost dezafectat în perioada 1972–1978, deși oficial el încă mai există, legea nefiind modificată corespunzător. În 1981, comuna a trecut la județul Călărași, înființat atunci în urma unei reorganizări regionale. Comuna Fundulea a fost promovată la rang de oraș în 1989.

## Demografie
Componența etnică a orașului Fundulea
     Români (86,8%)
     Romi (1,61%)
     Alte etnii (0,1%)
     Necunoscută (11,48%)
Componența confesională a orașului Fundulea
     Ortodocși (85,28%)
     Baptiști (1,7%)
     Alte religii (1,12%)
     Necunoscută (11,9%)
Conform recensământului efectuat în 2021, populația orașului Fundulea se ridică la 6.714 locuitori, în scădere față de recensământul anterior din 2011, când fuseseră înregistrați 6.851 de locuitori. Majoritatea locuitorilor sunt români (86,8%), cu o minoritate de romi (1,61%), iar pentru 11,48% nu se cunoaște apartenența etnică. Din punct de vedere confesional, majoritatea locuitorilor sunt ortodocși (85,28%), cu o minoritate de baptiști (1,7%), iar pentru 11,9% nu se cunoaște apartenența confesională.
01000200030004000500060007000199220022011populațiePopulația istorică din Fundulea
Date: Recensăminte sau birourile de statistică - grafică realizată de Wikipedia

## Politică și administrație
Orașul Fundulea este administrat de un primar și un consiliu local compus din 15 consilieri. Primarul, Dorel Dorobanțu[*], de la Partidul Social Democrat, este în funcție din 2004. Începând cu alegerile locale din 2024, consiliul local are următoarea componență pe partide politice:
|  | Partid                          | Consilieri | Componența Consiliului | Componența Consiliului | Componența Consiliului | Componența Consiliului | Componența Consiliului | Componența Consiliului | Componența Consiliului | Componența Consiliului | Componența Consiliului | Componența Consiliului |
|  | ------------------------------- | ---------- | ---------------------- | ---------------------- | ---------------------- | ---------------------- | ---------------------- | ---------------------- | ---------------------- | ---------------------- | ---------------------- | ---------------------- |
|  | Partidul Social Democrat        | 10         |                        |                        |                        |                        |                        |                        |                        |                        |                        |                        |
|  | Partidul Național Liberal       | 4          |                        |                        |                        |                        |                        |                        |                        |                        |                        |                        |
|  | Alianța pentru Unirea Românilor | 1          |                        |                        |                        |                        |                        |                        |                        |                        |                        |                        |

## Personalități
- Mircea Nedelciu (1950-1999), scriitor român
- Gabriel Oprea (n. 1961) politician și fost ofițer român, lider al partidului UNPR, fost ministru al Apărării Naționale și fost ministru al Afacerilor Interne
- Stelian Fuia (n. 1968), om politic român